# Amitanru II
Amitanru II (Ammittamru II) era um rei de Ugarite, que governou de 1260 a 1 235 a.C.. Reinou por 25 anos, sendo filho do ex-rei Niquemepa, Supõe-se que usou o selo de seu avô, Niquemadu II, ao invés do selo dinástico que dizia "Iacarum, filho de Niquemadu, rei de Ugarite", que era normalmente usado. Teve dois filhos, Utri-Sarruma e Ibiranu. O primeiro deveria sucedê-lo, mas decidiu deixar o reino quando o casamento de sua mãe foi anulado, e Ibiranu se tornou o próximo rei.